# Slag aan de Frigidus
De Slag aan de Frigidus vond plaats op 5 en 6 september 394 en werd gevochten tussen het leger van de Oost-Romeinse keizer Theodosius I en de West-Romeinse keizer Eugenius. De locatie was in de nabijheid van de rivier de Frigidus (de Romeinse naam voor de Vipava) in het huidige Slovenië. De slag die hier gestreden werd, wordt gezien als een van de belangrijkste slagen uit de Romeinse geschiedenis. In feite viel hier de beslissing of het Oud-Romeinse polytheïsme nog een kans op herstel had of definitief moest wijken voor het christendom.

## Aanleiding
De opperbevelhebber van het Romeinse leger in het Westen Arbogast had een belangrijke vinger in benoeming van Eugenius tot keizer na de dood van Valentinianus II in 392. Zijn bemoeienis bracht hem in conflict met de Oost-Romeinse keizer Theodosius.
Een ander conflictonderwerp tussen het Westen en het Oosten was de religie. Theodosius was een sterk aanhanger van het christendom, en had openbare heidense bijeenkomsten in het gehele rijk verboden. Arbogast daarentegen had zich verbonden met de heidense fractie in de senaat, en onder Eugenius had het heidendom in Rome haar laatste bloeiperiode.
Theodosius maakte zijn zoon Honorius in 393 tot medekeizer en bracht een grote strijdmacht op de been die onder bevel kwam te staan van zijn opperbevelhebber Stilicho. Een groot contingent van dit leger bestond uit Visigoten met als aanvoerder Alarik I.

## De veldslag
In 394 trok daarom Theodosius op tegen Eugenius. Het kwam tot een veldslag ten westen van het Romeinse fort Ad Pirum (de exacte locatie is niet bekend. Volgens een recente hypothese vond de slag plaats in de buurt van de nabij Vipava gelegen dorpjes Sanabor en Col), die bekend werd als de Slag aan de Frigidus.
Aanvankelijk leek Eugenius' leger in het voordeel, de pas werd met succes verdedigd en het oostelijke leger leed grote verliezen. Volgens de overlevering bad Theodosius de gehele volgende nacht, en stak er de volgende morgen een grote storm op (de Bora, vergelijkbaar met de Föhn). Dit keer was het westelijke leger in het nadeel, omdat zij het meest last ondervonden van de verslechterde weersomstandigheden. Het leger van Theodosius viel onophoudelijk aan en uiteindelijk braken de linies van Eugenius. De westelijke troepen raakten in verwarring en sloegen op de vlucht. Arbogast ontsnapte na de nederlaag en vluchtte in de bergen, waar hij uiteindelijk zelfmoord pleegde. Keizer Eugenius werd gevangengenomen en gedood.

## Nasleep
Theodosius stierf nog geen drie maanden later op 17 januari 395, zodat het Romeinse Rijk praktisch in twee delen uiteenviel, die door zijn zonen werden geregeerd. Stilicho wierp zich op als regent van Honorius.
Na de veldslag keerde Alarik met de Visigoten terug naar hun vestigingsgebied in Neder-Moesië. Met tegenzin namen zij het oude boerenbedrijf weer ter hand. Alarik zou van Theodosius de rang van generaal krijgen in het Romeinse leger, maar door bemoeienis van Stilicho ging dit niet door. Hierdoor gefrustreerd kwamen de Visigoten in opstand.
In 401 maakte Alarik dankbaar gebruik van zijn tijdens de veldslag opgedane kennis van het gebied toen hij zijn volk via de Julische Alpen Italië binnen leidde.